# Heřmanský stav - Odra - Poolší
Heřmanský stav - Odra - Poolší este o arie protejată (arie de protecție specială avifaunistică — SPA) din Republica Cehă întinsă pe o suprafață de 3.100,87 ha, integral pe uscat.

## Localizare
Centrul sitului Heřmanský stav - Odra - Poolší este situat la coordonatele 49°53′57″N 18°19′27″E / 49.899167°N 18.324167°E.

## Înființare
Situl Heřmanský stav - Odra - Poolší a fost declarat arie de protecție specială avifaunistică în iunie 2008 pentru a proteja 3 specii de animale.

## Biodiversitate
Situată în ecoregiunea continentală, aria protejată nu include niciun habitat protejat.
La baza desemnării sitului se află mai multe specii protejate de  păsări (3): pescăruș albastru (Alcedo atthis), stârc pitic (Ixobrychus minutus), gușă albastră (Luscinia svecica).